# Niko Price
Niko Price (Cape Coral, 29 de setembro de 1989) é um lutador profissional de artes marciais mistas que atualmente compete pelo UFC na categoria dos meio-médios.

## Carreira no MMA

### Ultimate Fighting Championship
Price fez sua estreia na organização no UFC 207: Nunes vs. Rousey contra Brandon Thatch. Ele venceu via finalização no segundo round.
Price lutou no UFC Fight Night: Bermudez vs. Korean Zombie contra Alex Morono. Ele venceu a luta via nocaute no segundo turno. Entretanto, a luta foi mudada para “No contest”, devido a que ele testou positivo para marijuana.
Price enfrentou Alan Jouban no UFC Fight Night: Pettis vs. Moreno em 5 de Agosto de 2017. Ele venceu a luta via nocaute técnico no primeiro round. Esta vitória lhe rendeu seu primeiro bônus de “Performance da Noite”.
Price era esperado para enfrentar o brasileiro Luan Chagas em 28 de Outubro de 2017 no UFC Fight Night: Brunson vs. Machida. Em 6 de Outubro, foi anunciado que Chagas havia sofrido uma fratura no pé, e foi substituído por Vicente Luque. Price perdeu a luta via finalização no segundo round.
Price enfrentou George Sullivan em 27 de Janeiro de 2018 no UFC on Fox: Jacaré vs. Brunson 2. Ele venceu a luta via finalização no segundo roubos.
Price enfrentou Randy Brown em 14 de Julho de 2018, no UFC Fight Night 133. Ele venceu via nocaute no segundo round. Esta vitória lhe rendeu seu segundo bônus de performance da noite.
Price enfrentou Abdul Razak Alhassan em 8 de Setembro de 2018 no UFC 228: Woodley vs. Till. Ele perdeu via nocaute no primeiro round.
Price enfrentou Tim Means em 9 de Março de 2019 no UFC Fight Night: Lewis vs. dos Santos. Ele venceu a luta via nocaute no primeiro round. Esta luta lhe rendeu seu segundo bônus de performance da noite.
Price enfrentou Geoff Neal em 27 de Julho de 2019, no UFC 240: Holloway vs. Edgar. Ele perdeu a luta via nocaute técnico no segundo round.

## Cartel no MMA
| Cartel no MMA   |             |            |
| 21 lutas        | 14 vitórias | 5 derrotas |
| Por nocaute     | 10          | 3          |
| Por finalização | 3           | 1          |
| Por decisão     | 1           | 1          |
| No contest      | 2           | 2          |

| Res.    | Cartel   | Oponente                | Método                               | Evento                                      | Data       | Round | Tempo | Local                        | Notas |
| ------- | -------- | ----------------------- | ------------------------------------ | ------------------------------------------- | ---------- | ----- | ----- | ---------------------------- | --- |
| Derrota | 15-7 (2) | Robbie Lawler           | Nocaute (socos)                      | UFC 290: Volkanovski vs. Rodríguez          | 08/07/2023 | 1     | 0:38  | Las Vegas, Nevada            | |
| Derrota | 15-6 (2) | Philip Rowe             | Nocaute Técnico (socos)              | UFC on ESPN: Thompson vs. Holland           | 03/12/2022 | 3     | 3:26  | Orlando, Flórida             | Luta em Peso Casado, Rowe falhou o peso.                                                                                                 |
| Vitória | 15-5 (2) | Alex Oliveira           | Decisão (unânime)                    | UFC Fight Night: Santos vs. Walker          | 02/09/2021 | 3     | 5:00  | Las Vegas, Nevada            | |
| Derrota | 14-5 (2) | Michel Pereira          | Decisão (unânime)                    | UFC 264: Poirier vs. McGregor 3             | 10/07/2021 | 3     | 5:00  | Las Vegas, Nevada            | |
| NC      | 14-4 (2) | Donald Cerrone          | Sem Resultado                        | UFC Fight Night: Covington vs. Woodley      | 19/09/2020 | 3     | 5:00  | Las Vegas, Nevada            | Foi retirado 1 ponto a Price por dedadas no olho; Originalmente empate majoritário mas mudado após Price testar positivo para marijuana. |
| Derrota | 14-4 (1) | Vicente Luque           | Nocaute Técnico (interrupção médica) | UFC 249: Ferguson vs. Gaethje               | 09/05/2020 | 3     | 3:37  | Jacksonville, Flórida        | |
| Vitória | 14-3 (1) | James Vick              | Nocaute (pedalada)                   | UFC Fight Night: Joanna vs. Waterson        | 12/10/2019 | 1     | 1:44  | Tampa, Florida               | Performance da Noite. |
| Derrota | 13-3 (1) | Geoff Neal              | Nocaute Técnico (socos)              | UFC 240: Holloway vs. Edgar                 | 27/07/2019 | 2     | 2:39  | Edmonton, Alberta            | |
| Vitória | 13-2 (1) | Tim Means               | Nocaute (socos)                      | UFC Fight Night: Lewis vs. dos Santos       | 09/03/2019 | 1     | 4:50  | Wichita, Kansas              | Performance da Noite. |
| Derrota | 12-2 (1) | Abdul Razak Alhassan    | Nocaute (soco)                       | UFC 228: Woodley vs. Till                   | 08/09/2018 | 1     | 0:43  | Dallas, Texas                | |
| Vitória | 12-1 (1) | Randy Brown             | Nocaute (socos)                      | UFC Fight Night: dos Santos vs. Ivanov      | 14/07/2018 | 2     | 1:09  | Boise, Idaho                 | Performance da Noite. |
| Vitória | 11-1 (1) | George Sullivan         | Finalização (mata leão)              | UFC on Fox: Jacaré vs. Brunson 2            | 27/01/2018 | 2     | 4:21  | Charlotte, Carolina do Norte | |
| Derrota | 10-1 (1) | Vicente Luque           | Finalização (estrangulamento d’arce) | UFC Fight Night: Brunson vs. Machida        | 28/10/2017 | 2     | 4:08  | São Paulo                    | |
| Vitória | 10-0 (1) | Alan Jouban             | Nocaute Técnico (socos)              | UFC Fight Night: Pettis vs. Moreno          | 05/08/2017 | 1     | 1:44  | Cidade do Mexico             | Performance da Noite. |
| NC      | 9-0 (1)  | Alex Morono             | Sem resultado (mudado)               | UFC Fight Night: Bermudez vs. Korean Zombie | 04/02/2017 | 2     | 5:00  | Houston, Texas               | Originalmente vitória por nocaute; Mudado após Price testar positivo para cannabis.                                                      |
| Vitória | 9-0      | Brandon Thatch          | Finalização (triângulo de mão)       | UFC 207: Nunes vs. Rousey                   | 30/12/2016 | 1     | 4:30  | Las Vegas, Nevada            | Estreia no UFC. |
| Vitória | 8-0      | Willie Hosch            | Decisão (unânime)                    | Fight Time 32                               | 12/08/2016 | 3     | 5:00  | Fort Lauderdale, Florida     | |
| Vitória | 7-0      | Jose Caceres            | Nocaute Técnico (socos)              | Fight Time 30                               | 22/04/2016 | 1     | 1:31  | Fort Lauderdale, Florida     | |
| Vitória | 6-0      | Maurice Salmon          | Nocaute Técnico (socos)              | Fight Time 26                               | 17/07/2015 | 1     | 2:38  | Fort Lauderdale, Florida     | |
| Vitória | 5-0      | Michael Lilly           | Nocaute Técnico (socos)              | Fight Time 23                               | 06/02/2015 | 2     | 1:05  | Miami, Florida               | |
| Vitória | 4-0      | Danilo Padilha Da Silva | Nocaute Técnico (socos)              | Fight Time 21                               | 07/11/2014 | 1     | 0:22  | Fort Lauderdale, Florida     | |
| Vitória | 3-0      | David Hayes             | Nocaute Técnico (socos)              | Fight Time 20                               | 29/08/2014 | 1     | 3:07  | Fort Lauderdale, Florida     | |
| Vitória | 2-0      | Mikerson Lindor         | Nocaute Técnico (socos)              | Fight Time 19                               | 30/05/2014 | 1     | 4:59  | Fort Lauderdale, Florida     | |
| Vitória | 1-0      | Alejandro Gomez         | Finalização (chave de braço)         | Fight Time 8                                | 17/02/2012 | 1     | 2:49  | Fort Lauderdale, Florida     | |